# إيمي بالمور

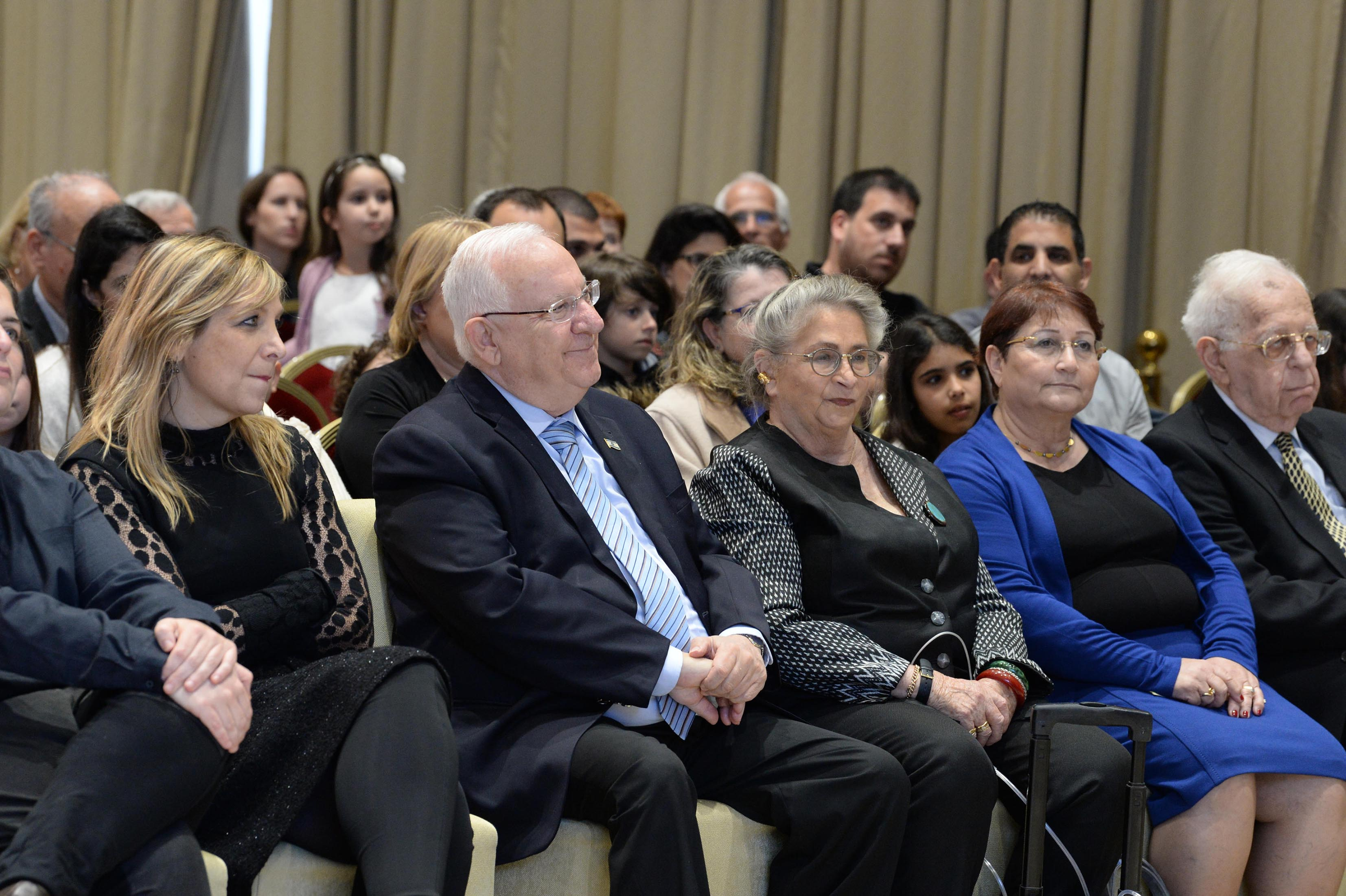
إيمي بالمور (يسار) مع رؤوفين ريفلين يمنحان منحة الرئيس للبحث للطلاب، فبراير 2018

إيمي بالمور من مواليد أغسطس 1966 هي محامية إسرائيلية وموظفة مدنية كبيرة شغلت منصب المدير العام لوزارة العدل لاسرائيل من 1 فبراير 2014 إلى سبتمبر 2019. خلال 24 عامًا من الخدمة المدنية، تم تعيينها مرارًا وتكرارًا من قبل الحكومة لرئاسة اللجان العامة المتعلقة بالقضايا الاجتماعية والقانونية الحساسة والمثيرة للجدل في المجتمع الإسرائيلي، والتي أدت إلى حلول مستدامة. بالمور هي أحد الأعضاء العشرين الأوائل في مجلس مراقبة فيسبوك وهو أمر أثار الجدل حول موضوعية المجلس وموضوعية فيسبوك وانحيازه وذلك في ضوء كونها شغلت منصب حكومي، عسكري ومخابراتي سابقا وهي اول شخص كذلك في المجلس.

## سيرة شخصية
ولدت بالمور في القدس لأبوين ناجيين من المحرقة هاجرا من رومانيا إلى إسرائيل في عام 1960. عمل والدها إليعازر دبلوماسيًا في السفارات الإسرائيلية في بلجيكا والنرويج والأرجنتين وأوروغواي وفرنسا. والدتها، شوشانا، إحدى الناجيات من معسكرات الاعتقال من ترانسنيستريا، كانت كيميائية وتعمل في مصنع للأدوية.
أدت خدمتها العسكرية في الوحدة 8200 في المخابرات الإسرائيلية بين الأعوام 1984-1986. في عام 1990، تخرجت بالمور من كلية الحقوق في الجامعة العبرية وتدربت مع قاضي المحكمة العليا تسفي تال في المحكمة المركزية في القدس ‏ ومع يائير جولان (في المجال الجنائي). وشقيقها، يجال بالمور ، هو متحدث باسم الوكالة اليهودية ، وكان في السابق متحدثًا باسم وزارة الخارجية .

### سيرتها المهنية
من عام 1991 إلى عام 1996، عملت ايمي كمحامية في مجال القانون المدني في مكتب المحاماة كرملي أرنون في القدس وتم قبوله كشريك في المكتب في عام 1995. ومن عام 1996 إلى عام 1999، عملت كمدعية عامة في مكتب المدعي العام للدولة في دائرة المحكمة العليا في وزارة العدل وقامت بإجراءات قانونية في المجال الجنائي.
علاوة على ذلك، عملت بالمور نيابة عن وزير العدل في مهام خاصة تتعلق بتحديد أماكن جنود الجيش الإسرائيلي المفقودين. كانت عضوًا في اللجنة التي تعاملت مع إطلاق سراح الأسرى الأمنيين للسلطة الفلسطينية ، وخلال الأعوام 2006-2011 كانت العضوة الوحيدة في فريق التفاوض من أجل إطلاق سراح أسير الحرب جلعاد شاليط .
شغلت بالمور بالإضافة إلى دورها كمديرة لإدارة العفو المناصب التالية:
- رئيسة لجنة استحقاق ضحايا جرائم القتل (بالتعاون مع شرطة إسرائيل ووزارة الرفاه)
- رئيسة لجنة الأخلاقيات الطبية في مصلحة السجون
- عضوة لجنة كناي لتعديل قانون السجل الجنائي
- عضوة مجلس هيئة تأهيل السجناء
- قاضية في محكمة الاستئناف التأديبية في مصلحة السجون

### دورها كمديرة عام وزارة العدل في اسرائيل
في 1 فبراير 2014، تم تعيين بالمور مديرًا عامًا لوزارة العدل بدلاً من الدكتور غاي روثكوبف ، بعد اختيارها من قبل الحكومة بناءً على اقتراح وزيرة العدل تسيبي ليفني . كان تعيين بالمور تعيينًا غير سياسي، لأنها جاءت من الخدمة المدنية نفسها. واصلت العمل كمديرة عامة غير سياسية بعد تعيين أييليت شاكيد وزيرة للعدل في مايو 2015.
عند توليها منصبها وتحت قيادتها، أكدت على دور ومهمة وزارة العدل باعتبارها وزارة تقدم الخدمات الاجتماعية، وتعمل على تعزيز المساواة وتطوير الوصول الأفضل والمبتكر إلى العدالة إلى جانب أدوارها التقليدية. قادت سلسلة من الإصلاحات التنظيمية وأنشأت إدارات ووحدات ومحاكم جديدة، مع تطوير الخدمات القانونية والمنصات الرقمية.
في 23 يوليو 2019، أُعلنت بشكل مفاجئ أن بالمور ستنهي منصبها كمديرة عامة لوزارة العدل. وقد اختير وزير العدل المؤقت أمير أوحانا أن يحل محل بالمور بدلاً من أوفير كوهين، وهو صديق مقرب منه. وبما أن أوحانا كان مجرد تعيين مؤقت، فقد اعتبر قرارا مثيرا للجدل، حيث كان هذا المنصب عادة ما يُترك في مكانه كجزء من الطاقم المهني للوزارة. وأثارت إقالة بالمور انتقادات واسعة النطاق وقامت محكمة العدل العليا بتجميد التعيين مؤقتا. في النهاية، أنهت بالمور فترة عملها في سبتمبر ذاك العام.

#### مساهمتها في الإصلاحات في اسرائيل
خلال فترة عملها، بدأت بالمور وقادت ونفذت العديد من الإصلاحات المهمة في وزارة العدل ونظام العدالة والحكومة بأكملها:
- قيادة المبادرة الحكومية لتيسير الوصول إلى الحقوق الاجتماعية من خلال موقع "كل الحقوق" ("كل تسشوت")؛ [7]
- بدأ وقيادة الإصلاح في تدريب وإصدار شهادات CPA ؛ [8]
- قيادة إصلاح التحول الرقمي لخدمات تسجيل الأراضي؛ [9]
- تخطيط وتنفيذ خطة خمسية لتحسين التنظيم مما أدى إلى تحسن كبير في تصنيف دولة إسرائيل في مؤشر ممارسة الأعمال التجارية الصادر عن البنك الدولي.[10]
- إنشاء محاكم مراجعة قانون الدخول إلى إسرائيل.
- بدأ وتنفيذ الإصلاح التنظيمي وتبسيط المحاكم الإدارية في مجال الهجرة،
- قادت مبادرة دمج وتوسيع المحاكم المجتمعية داخل الوزارة، وطورت بشكل كبير المحاكم الشرعية التي تضاعف قضاتها (القاضي) خلال فترة ولايتها.
- توسيع الخدمات القانونية المجانية التي تقدمها المساعدة القانونية والدفاع العام للسكان المحرومين.
- قادت التنسيق بين الهيئات الحكومية في عملية انضمام دولة إسرائيل إلى مجموعة العمل المالي لمكافحة غسل الأموال وتمويل الإرهاب.[11]

#### دورها في لجنة الآثار السلبية لتعدد الزوجات لدى البدو في اسرائيل
وفي يناير/كانون الثاني 2017، عينت الحكومة بالمور على رأس اللجنة الوزارية للتعامل مع العواقب السلبية لتعدد الزوجات . تعدد الزوجات موجود في إسرائيل في المقام الأول في المجتمع البدوي الذي يعيش في النقب . وسعى الفريق إلى اتخاذ إجراءات صارمة ضد هذه الممارسة من خلال توسيع نطاق إنفاذ الشرطة إلى جانب التثقيف المناهض لتعدد الزوجات في المدارس البدوية وتمويل البرامج التي تعزز تعليم المرأة وتوظيفها والرعاية الصحية وتمكينها. وقد تم تقديم استنتاجات الفريق في تقرير ختامي نُشر في يوليو 2018 ووافق عليه الوزراء في مجلس الوزراء. قضت بالمور عامًا في الاجتماع مع النساء البدويات في جنوب إسرائيل لتطوير خطة الحكومة، وبمجرد نشر توصياتها البالغ عددها 84 توصية، أثارت انتقادات لمحاولتها الموازنة بين تثبيط هذه الممارسة، مع الاعتراف بأنه لا يمكن القضاء عليها على الفور، وأيدت بشكل مفاجئ الإذن المؤقت لـ وتقوم المحاكم الشرعية بتسجيل مثل هذه الزيجات في ظروف محددة.

### اختيارها لمجلس الاشراف والحظر لفيسبوك
في مايو 2020، تم اختيار بالمور ليكون واحدًا من أول 20 عضوًا في مجلس الرقابة ، وهو كيان يتخذ قرارات الإشراف على المحتوى على فيسبوك، وتحديدًا فيما يتعلق بالتعامل مع الطعون المتعلقة بالمحتوى المحظور أو المحذوف. وقد أثار هذا الاختيار الجدل حول موضوعية المجلس وموضوعية فيسبوك وانحيازه وذلك نظرا لسيرتها المهنية النابضة بالمناصب الحكومية والادوار والابحاث التي تشير الى فقرانها للموضوعية وهي اول شخص كذلك في المجلس. وقد احتدم الجدل اكثر في ضوء ضبط فيسبوك في التمييز في الحظر بما يتعلق بمواضيع في العالم العربي. بث برنامج "ما خفي اعظم" لقناة الجزيرة حلقة موثقة انخراط فيسبوك في الحظر المنحاز في سمبتمبر لعام 2023 التي في اعقابها قام ميتا (فيسبوك) بحذف صفحة مقدّم البرنامج ، الصحفيّ تامر المسحال ، لعدّة أيام.
اعتبارًا من عام 2020، تتولى بالمور رئاسة صندوق غيشر للأفلام المتعددة الثقافات الذي يعمل على سد الفجوات بين التعددية الثقافية التي تميز المجتمع الإسرائيلي، وتمثيله في السينما والتلفزيون، ورئيسة جائزة سابير للأدب لعام 2021، وهي الجائزة السنوية المرموقة. جائزة أدبية في إسرائيل.
بالمور أيضًا محاضرة مساعدة تقوم بتدريس الحوكمة والسياسة العامة والقانون في المركز متعدد التخصصات هرتسليا في كلية لودر للحكم والدبلوماسية والاستراتيجية .
منذ أكتوبر 2020، أصبح بالمور عضوًا في مجلس إدارة الجامعة العبرية في القدس.